# Goliath contro i giganti
Goliath contro i giganti (bra: Golias contra os Gigantes) é filme italiano de 1961, dos gêneros drama, ação e aventura, dirigido por Guido Malatesta.

## Sinopse
Aventura mitológica. Em guerra longe de sua pátria, Beirath, o herói Golias (Harris) vem a saber que o cruel Bokan (Rey) usurpou o trono e vem praticando toda sorte de atrocidades. Golias empreende a viagem de volta, repleta de acidentes naturais e fantásticos, incluindo a presença de uma bela mulher, Elée (Milland), enviada por Bokan para matá-lo. A mulher apaixona-se, todavia, pelo herói, regressa clandestinamente a Beirath e acaba encarcerada pelo tirano. Por sua vez, Golias continua enfrentando dificuldades, entre as quais, um ataque de amazonas e uma interminável travessia pelo deserto, enquanto marcha rumo a Beirath. Originalmente em Totalscope.

## Elenco
- Brad Harris - Golias
- Gloria Milland - Elée
- Fernando Rey - Bokan
- Barbara Carroll - Rubia
- Carmen de Lirio - Diamira
- Fernando Sancho - Namathos
- Nello Pazzafini - Jagoran